# Jordania na Mistrzostwach Świata w Lekkoatletyce 2017
Jordania na Mistrzostwach Świata w Lekkoatletyce 2017 – reprezentacja Joradnii podczas Mistrzostw Świata w Londynie liczyła 1 zawodnika, który nie zdobył medalu.

## Rezultaty
| Zawodniczka    | Konkurencja         | Eliminacje | Eliminacje | Półfinał | Półfinał | Finał    | Finał   |
| Zawodniczka    | Konkurencja         | Rezultat   | Pozycja    | Rezultat | Pozycja  | Rezultat | Pozycja |
| -------------- | ------------------- | ---------- | ---------- | -------- | -------- | -------- | ------- |
| Tamara Armoush | Bieg na 1500 metrów | 4:21,81    | 41.        | NQ       | NQ       | NQ       | NQ      |